# George Herbig
George Howard Herbig (2 de janeiro de 1920 — 12 de outubro de 2013) foi um astrônomo estadunidense.
Foi astrônomo do Instituto de Astronomia da Universidade do Havaí.

## Honrarias
Prêmios
- Prêmio de Astronomia Helen B. Warner 1955[3]
- Henry Norris Russell Lectureship 1975[4]
- Medalha Bruce 1980[2]

Epônimos
- Asteroide 11754 Herbig
- Estrela Herbig Ae/Be
- Objeto de Herbig–Haro

## Publicações selecionadas
- "High-Resolution Spectroscopy of FU Orionis Stars", ApJ 595 (2003) 384–411
- "The Young Cluster IC 5146", AJ 123 (2002) 304–327
- "Barnard's Merope Nebula Revisited: New Observational Results", AJ 121 (2001) 3138–3148
- "The Diffuse Interstellar Bands", Annu. Rev. Astrophys. 33 (1995) 19–73
- "The Unusual Pre-Main-Sequence star VY Tauri", ApJ 360 (1990) 639–649
- "The Structure and Spectrum of R Monocerotis", ApJ 152 (1968) 439
- "The Spectra of Two Nebulous Objects Near NGC 1999", ApJ 113 (1951) 697